# Aria (Alan Sorrenti)
| Recensione | Giudizio       |
| ---------- | -------------- |
| Ondarock   | Pietra miliare |

Aria è il primo disco di Alan Sorrenti, pubblicato nel 1972 dalla Harvest Records (distribuita in Italia dalla EMI).

## Storia
Il disco venne registrato negli studi Sonic di Roma, Europa Sonor di Parigi e S.E.E.D. di Vallauris; il tecnico del suono è Franco Patrignani.
Gli arrangiamenti vennero curati dallo stesso Sorrenti con Albert Prince, mentre i produttori sono Corrado Bacchelli e Bruno Tibaldi.
La copertina è di Umberto e Fiorella Tedesco.
Da quest'album venne tratto il 45 giri Vorrei incontrarti/Un fiume tranquillo.

## Accoglienza
Aria ha ricevuto il plauso della critica ed è considerato l'album migliore dell'artista napoletano. Il disco ebbe un buon successo e la voce di Alan Sorrenti, virtuosa come uno strumento, venne paragonata a Tim Buckley e a Peter Hammill. Cesare Rizzi, che dà al disco il massimo dei voti, lo considera uno dei migliori esempi di rock progressivo mediterraneo e reputa il brano eponimo uno dei momenti più ispirati del genere in Italia. Sebbene il critico Riccardo Bertoncelli non apprezzi il genere progressive, egli considera Aria il primo disco di pop italiano completamente riuscito. Diego Ballani della rivista Rumore lo inserisce fra i classici della musica italiana da scoprire e sostiene che “irradia ancora stupore”. L'album è inoltre tra quelli selezionati per il libro I 100 migliori dischi del Progressive italiano, pubblicato nel 2014 da Tsunami Edizioni ed è presente alla posizione numero 52 nella classifica dei 100 dischi italiani più belli di sempre secondo Rolling Stone Italia.

## Tracce
Testi e musiche di Alan Sorrenti.
Lato A
1. Aria – 19:45

Lato B
1. Vorrei incontrarti – 4:56
2. La mia mente – 7:34
3. Un fiume tranquillo – 7:57

## Formazione
- Alan Sorrenti – voce, chitarra acustica
- Tony Esposito – batteria, percussioni
- Vittorio Nazzaro – basso, chitarra classica, chitarra acustica
- Albert Prince – pianoforte, ARP, organo Hammond, mellotron, sintetizzatore
- Martin Paratore – chitarra acustica
- Luciano Cilio – pianoforte
- Tony Bonfils – contrabbasso
- Jean-Luc Ponty – violino (traccia 1)
- Andrè Lajdli – tromba
- Jean Costa – trombone